# VandaVanda
VandaVanda was een Belgische popgroep, die gevormd werd tijdens het populaire VT4-programma Popstars.  Deze voorloper van andere talentenjachten als Idool en Star Academy volgde de zoektocht naar een nieuwe, gemengde popgroep.
Als winnaars kwamen uiteindelijk Karolien Quintens (Karo), Tiziana Scapin (Titi), Iris Van Hoof, Frédéric Godecharle en Hans De Jonghe uit de bus.
Na deze overwinning tekenden ze een platencontract bij Warner Music en scoorden ze meteen een #1-hit met hun eerste single Sunshine After The Rain.   Nadien scoorde de groep ook nog enkele kleinere hits en brachten ze een vrij succesvol eerste album uit.
In 2002 namen ze deel aan de preselecties voor  het Eurovisiesongfestival.  Vooraf werden ze getipt als een van de topfavorieten, maar de groep haalde uiteindelijk niet eens de finale.  Kort hierop werd het platencontract tussen Warner en de groep verbroken.

## Nieuwe start
Nadat de groep ook het vertrek van Iris Van Hoof te verwerken had gekregen, nam ze de beslissing om als viertal en onder de nieuwe naam Quatro hun comeback te maken. Onder de nieuwe naam scoorden ze echter geen enkele hit en ook een nieuwe deelname aan de selecties voor het Eurovisiesongfestival draaide op niets uit. In 2004 besloten de groepsleden om elk hun eigen weg te gaan.
In 2022 keert de groep weer terug voor de revival van Tien om te Zien op vtm.

## Leven na de groep
Van alle ex-leden is Iris Van Hoof de enige die een mediacarrière wist uit te bouwen in Vlaanderen.  Ze werkte jarenlang voor de commerciële zender VT4, waar ze onder andere het spel Get The Picture presenteerde.  Momenteel zingt ze in een coverband en werkt ze als presentatrice voor de populaire radiozender Radio 2.  Ze was ook actief als een van de coaches voor Junior Eurosong 2007.
Karolien treedt nog steeds op met haar eigen coverband, en Frédéric Godecharle zingt samen met Iris Van Hoof in de coverband Frequent Flyer. 
De andere twee zijn niet meer actief in de muziekwereld.

## Discografie

### Singles
- 2001 - Sunshine After The Rain
- 2001 - Love Of My Life
- 2001 - Perfect Girl
- 2002 - All My Love
- 2003 - Tell It To My Heart (als Quatro)
- 2004 - The Sweetest Thing (als Quatro)

### Albums
- 2001 - Let's Get Busy